# Presse arménienne de l'Empire ottoman
La presse arménienne de l'Empire ottoman (en arménien Օսմանեան կայսրութեան հայկական մամուլ), ou presse en langue arménienne de l'Empire ottoman, regroupe les publications périodiques comme les journaux et revues littéraires publiées par les Arméniens ottomans.

## Liste des publications
| Titre en français phonétique | Titre en arménien  | Traduction du titre              | Type                                                | Dates de publication                  | Lieu de publication                                                          | Image |
| ---------------------------- | ------------------ | -------------------------------- | --------------------------------------------------- | ------------------------------------- | ---------------------------------------------------------------------------- | ----- |
| Massis                       | Մասիս              |                                  | Journal                                             | 1852-1908                             | Constantinople                                                               |       |
| Ardzvi Vaspourakan           | Արծուի Վասպուրական | « L'Aigle du Vaspourakan »       | Journal                                             | 1855-1874                             | Constantinople (1855-1858) Varagavank (1858-1864) Constantinople (1872-1874) |       |
| Guiliguia                    | Կիլիկիա            | « Cilicie »                      | Revue                                               | 1861-1875, 1909                       | Constantinople                                                               |       |
| Manzoumé-i-efkiar            | Մանզումէի Էֆքեար   |                                  | Journal                                             | 1866-1913                             | Constantinople                                                               |       |
| Haïrenik                     | Հայրենիք           | « Patrie »                       | Journal quotidien                                   | 1870-1910                             | Constantinople                                                               |       |
| Pourasdan Mangantz           | Բուրաստան մանկանց  | « Jardin de fleurs des enfants » | Revue illustrée pour les enfants                    | 1882-1888                             | Constantinople                                                               |       |
| Yergrakound                  | Երկրագունտ         | « Globe terrestre »              | Revue littéraire                                    | 1883-1888                             | Constantinople                                                               |       |
| Arevelk                      | Արեւելք            | « Orient »                       | Journal quotidien                                   | 1884-1915                             | Constantinople                                                               |       |
| Dzaghig                      | Ծաղիկ              | « Fleur »                        | Revue                                               | 1886-1908                             | Constantinople                                                               |       |
| Puzantion                    | Բիւզանդիոն         | « Byzance »                      | Journal                                             | 1896-1918                             | Constantinople                                                               |       |
| Hanrakidag                   | Հանրագիտակ         | « Encyclopédie »                 | Revue                                               | 1896-1908                             | Constantinople                                                               |       |
| Sourhantag                   | Սուրհանդակ         | « Messager »                     | Journal                                             | 1899-1908                             | Constantinople                                                               |       |
| Jamanak                      | Ժամանակ            | « Temps »                        | Journal quotidien                                   | 1908-                                 | Constantinople/Istanbul                                                      |       |
| Gavroche                     | Կավռօշ             |                                  | Journal satirique                                   | 1908-1925 (puis à Paris en 1926-1936) | Constantinople/Istanbul                                                      |       |
| Aztag                        | Ազդակ              | « Facteur »                      | Revue                                               | 1908-1909                             | Constantinople                                                               |       |
| La Patrie                    |                    |                                  | Journal francophone                                 | 1908-1913                             | Constantinople                                                               |       |
| Azadamard                    | Ազատամարտ          | « Combat pour la liberté »       | Journal de la Fédération révolutionnaire arménienne | 1909-1914                             | Constantinople                                                               |       |
| Garapnad                     | Կառափնատ           | « Échafaud »                     | Journal                                             | 1909-1910                             | Constantinople                                                               |       |
| Chanth                       | Շանթ               | « Foudre »                       | Revue                                               | 1911-1919                             | Constantinople                                                               |       |
| Yergounk                     | Երկունք            | « Création »                     | Journal de l'Union des étudiants Dachnakistes       | 1912-1914                             | Constantinople                                                               |       |
| Mehyan                       | Մեհեան             | « Temple païen »                 | Revue littéraire                                    | 1914                                  | Constantinople                                                               |       |
| Haï Guine                    | Հայ կին            | « Femme arménienne »             | Revue féminine                                      | 1919-1933                             | Constantinople/Istanbul                                                      |       |
| Guiliguia                    | Կիլիկիա            | « Cilicie »                      | Journal                                             | 1919-1921                             | Adana                                                                        |       |
| Partsravank                  | Բարձրավանք         | « Monastère des cieux »          | Revue                                               | 1922                                  | Constantinople                                                               |       |